# Roger Borniche
Roger Borniche född 7 juni 1919 i Vineuil-Saint-Firmin i Oise, Frankrike, död 16 juni 2020 i Cannes, Frankrike, var en fransk kriminalförfattare och före detta polis. Polishjälten i hans polisromaner heter också Roger Borniche.

## Verk översatta till svenska
- Snuten: en fransk kriminalare om sitt svåraste uppdrag (översättning Kerstin Hallén, Forum, 1974) (Flic story)
- René med käppen: det fantastiska schackpartiet mellan ett förbrytargeni och en kriminalare med fantasi (översättning Kerstin Hallén, Forum, 1975) (René la canne)
- Ligan (översättning Kerstin Hallén, Forum, 1976) (Le gang)
- Playboy (översättning Kerstin Hallén, Forum, 1977) (Le play-boy)
- Tjallaren (översättning Nils Kjellström, Forum 1978) (L' indic)
- Ärkeängeln (översättning Leif Janzon, Forum, 1979) (L'archange)
- Jänkaren (översättning Leif Janzon, Forum, 1981) (Le ricain)
- Gringon (översättning Leif Janzon, Forum, 1982) (Le gringo)
- Maltesaren (översättning Britt Pearlman-Ahlfert, Forum, 1983) (Le Maltais)
- Bossen (översättning Sören Johansson, Forum, 1985) (Le boss)
- Kuppen (översättning Agneta Westerdahl, Atlantis, 1987) (Vol d'un nid de bijoux)

## Filmatiseringar
- 1975 Flic Story, fransk-italiensk film regisserad av Jacques Deray och med Alain Delon i huvudrollen
- 1976 René la canne, fransk-italienska film regisserad av Francis Girod och med Gérard Depardieu i huvudrollen
- 1977 Le gang, fransk-italiensk film regisserad av Jacques Deray och med Alain Delon i huvudrollen
- 1983 L'indic, fransk film regisserad av Serge Leroy och med Daniel Auteuil i huvudrollen